# Естонізація
Естоніза́ція — політичне просування і впровадження елементів естонської мови та естонської культури в різних сферах суспільного життя Естонії.